# Callopistria purpureofasciata
Callopistria purpureofasciata är en fjärilsart som beskrevs av Mathias Piller 1783. Callopistria purpureofasciata ingår i släktet Callopistria och familjen nattflyn. Inga underarter finns listade i Catalogue of Life.